# Adrian Józef Galbas
Adrian Józef Galbas (Bytom, 26 gennaio 1968) è un arcivescovo cattolico polacco, dal 4 novembre 2024 arcivescovo metropolita di Varsavia e dall'8 marzo 2025 ordinario per i fedeli di rito orientale in Polonia.

## Biografia

### Formazione e ministero sacerdotale
In seguito all'adesione del 1987 alla Società dell'apostolato cattolico, ha emesso la prima professione il 29 settembre 1989 ed i voti perpetui il 10 settembre 1993 a Zakopane. Dal 1987 al 1993 ha studiato presso il seminario maggiore di Ołtarzew. Il 7 maggio 1994 è stato ordinato sacerdote dall'arcivescovo Józef Kowalczyk, nunzio apostolico in Polonia. Successivamente ha studiato teologia e giornalismo presso l'università cattolica di Lublino. Nel 2012 ha ottenuto il dottorato in teologia spirituale presso l'Università cardinale Stefan Wyszyński di Varsavia sulla base della tesi "Spiritualità comunitaria dell'Unione dell'Apostolato Cattolico".
Dal 1998 al 2002 è stato prefetto del seminario maggiore di Ołtarzew e dal 2002 al 2003 ha ricoperto l'incarico di segretario per l'apostolato a Częstochowa. Dal 2011 al 2019 è stato superiore della provincia dell'Annunciazione del Signore a Poznań.

### Ministero episcopale
Il 12 dicembre 2019 papa Francesco lo ha nominato vescovo ausiliare di Ełk, assegnandogli la sede titolare di Naisso. Ha ricevuto la consacrazione episcopale l'11 gennaio 2020, nella cattedrale di sant'Adalberto a Ełk, da Jerzy Mazur, vescovo di Ełk, essendo co-consacranti Salvatore Pennacchio, nunzio apostolico in Polonia, e Józef Górzyński, arcivescovo metropolita di Varmia. Ha scelto come motto episcopale le parole Pax Christi. 
Nella curia diocesana ha ricoperto l'incarico di vicario generale, moderatore della curia e presidente della commissione per l'architettura e l'arte. Inoltre gli sono stati affidati compiti di formazione permanente dei sacerdoti fin dai più giovani anni di ordinazione.
Il 4 dicembre 2021 papa Francesco lo ha trasferito all'ufficio di arcivescovo coadiutore dell'arcidiocesi di Katowice, che ha assunto canonicamente il 15 dicembre 2021. Il 5 febbraio 2022 è diventato vicario generale dell'arcidiocesi.
Il 31 maggio 2023, avendo papa Francesco accolto la rinuncia dell'arcivescovo Wiktor Paweł Skworc, è diventato arcivescovo metropolita di Katowice. 
L'ingresso nella cattedrale di Cristo Re a Katowice è avvenuto il 17 giugno 2023 mentre il 29 giugno 2023, nella basilica di San Pietro in Vaticano, ha ricevuto da papa Francesco il pallio, che gli è stato conferito solennemente nella propria arcidiocesi dal nunzio apostolico.
Nell'ambito della Conferenza Episcopale Polacca nel 2020 è diventato presidente del consiglio per l'apostolato dei laici, nel 2021 membro della commissione per la diaspora polacca e i polacchi all'estero, nel 2022 delegato per il movimento di Schönstatt in Polonia e nel 2023, delegato per l'apostolato dei malati.
Dal 24 ottobre 2023 all'8 maggio 2024 ha ricoperto anche l'ufficio di amministratore apostolico di Sosnowiec, in seguito alla rinuncia al governo pastorale del vescovo Grzegorz Kaszak.
Il 4 novembre 2024 papa Francesco lo ha trasferito alla sede metropolitana di Varsavia, succedendo al cardinale Kazimierz Nycz, dimessosi per motivi di salute. Il 14 dicembre seguente ha preso possesso dell'arcidiocesi.
L'8 marzo 2025 papa Francesco lo ha nominato anche ordinario per i fedeli di rito orientale in Polonia; è succeduto anche in quest'ultimo incarico al cardinale Nycz.

## Genealogia episcopale
- Cardinale Scipione Rebiba
- Cardinale Giulio Antonio Santori
- Cardinale Girolamo Bernerio, O.P.
- Arcivescovo Galeazzo Sanvitale
- Cardinale Ludovico Ludovisi
- Cardinale Luigi Caetani
- Cardinale Ulderico Carpegna
- Cardinale Paluzzo Paluzzi Altieri degli Albertoni
- Papa Benedetto XIII
- Papa Benedetto XIV
- Papa Clemente XIII
- Cardinale Marcantonio Colonna
- Cardinale Giacinto Sigismondo Gerdil, B.
- Cardinale Giulio Maria della Somaglia
- Cardinale Carlo Odescalchi, S.I.
- Cardinale Costantino Patrizi Naro
- Cardinale Lucido Maria Parocchi
- Papa Pio X
- Papa Benedetto XV
- Papa Pio XII
- Cardinale Eugène Tisserant
- Papa Paolo VI
- Cardinale Agostino Casaroli
- Arcivescovo John Bukovsky, S.V.D.
- Vescovo Jerzy Mazur, S.V.D.
- Arcivescovo Adrian Józef Galbas, S.A.C.